# Andrea Santacroce
Andrea Santacroce (né le 22 novembre 1655 à Rome, alors la capitale des États pontificaux et mort à Brescia le 10 mai 1712) est un cardinal italien de la fin du XVIIe et du début du XVIIIe siècle.
Il est un arrière-petit-neveu du cardinal Prospero Santacroce (1565), le petit-neveu du cardinal Antonio Santacroce (1629) et le neveu du cardinal Marcello Santacroce (1652).

## Biographie
Santacroce exerce des fonctions au sein de la curie romaine, notamment comme référendaire au tribunal suprême de la Signature apostolique, gouverneur de Tivoli et vice-légat à Bologne. Il est élu archevêque titulaire de Séleucie-en-Isaurie (de) en 1689 et envoyé comme nonce apostolique en Pologne en 1690 puis en Autriche (en) en 1696.
Le pape Innocent XII le crée cardinal lors du consistoire du 14 novembre 1699. Santacroce participe au conclave de 1700, lors duquel Clément XI est élu.
Il est transféré au diocèse de Viterbe et Toscanella en 1701 (avec titre d'archevêque).

### Sources
- Fiche du cardinal sur le site fiu.edu